# Johnny Hardwick
Johnny Hardwick (Austin, Texas, 21 de septiembre de 1958-Austin, 8 de agosto de 2023) fue un actor estadounidense.

## Vida personal
Hardwick nació en Austin, Texas.

## Filmografía
| Año  | Título                  | Papel                        | Notas            |
| ---- | ----------------------- | ---------------------------- | ---------------- |
| 1996 | Ruta Wakening           | Jester                       | Independent film |
| 1999 | Natural Selection       | Documentary Director (voice) | Short film       |
| 1999 | The Collegians Are Go!! | Sleepy Student               | Short film       |

## Televisión
| Año       | Serie                          | Papel                           | Notas                              |
| --------- | ------------------------------ | ------------------------------- | ---------------------------------- |
| 1992      | An Evening at the Improv       | Himself                         |                                    |
| 1997–2010 | King of the Hill               | Dale Gribble, Additional voices | 259 episodes                       |
| 2003      | The Making of King of the Hill | Himself                         | Television documentary             |
| 2009      | Ace of Cakes                   | Himself                         | Episode: "King of Charm City"      |
| 2019      | Boomer vs Zoomer               | Himself                         | Episode: "Zoomer vs. Dale Gribble" |